# Список керівників держав 1319 року
Список керівників держав 1319 року — це перелік правителів країн світу 1319 року.
Список керівників держав 1318 року — 1319 рік — Список керівників держав 1320 року — Список керівників держав за роками

## Європа
- Англія
  - Король Англії — Едуард II (1307—1327)
- Балканський півострів
  - Візантійська імперія — Андронік II Палеолог (1282—1328)
  - Албанське королівство — Філіп I Тарентський (1294—1331)
  - Аргос і Нафпліон (сеньйорія) — Готьє VI де Брієнн (1311—1356)
  - Аркадія (баронія) — Вілен II д'Оне (1297? — 1337?)
  - Герцогство Архіпелагу — Гульєльмо I Санудо (1303—1323)
  - Афінське герцогство — Готьє VI де Брієнн (1311—1356)
  - Ахейське князівство — Матильда де Ено (1313—1348)
  - Друге Болгарське царство — Феодор Святослав Тертер (1300—1322)
  - Видинське царство — Михайло III Шишман (1313—1323)
  - Боснійський банат — Младен II Шубич (1312—1322)
  - Волощина — воєвода (згодом господар) Басараб I (1310—1352)
  - Епірський деспотат — Миколай Орсіні (1318—1323)
  - Зета (держава) — Стефан Урош III (1299? — 1309; 1309—1321)
  - Пфальцграфство Кефалонії та Закінфу — Миколай Орсіні (1317/1318-1323)
  - Кіпрське королівство — Генріх II (1285—1324)
  - Берат (князівство) — Андреа I Музака (1281—1319)
  - Неопатрійське герцогство — Гільом (1319—1338)
  - Перше Сербське королівство; король Стефан Милутин (1282—1321)
  - Графство Салона (Lordship of Salona) — Альфонсо Фадріке Арагонський (1318—1338)
  - Сеньйорія Хіоса — Бенедетто II Дзаккарія (1314—1325) і Мартіно Дзаккарія (1314—1329)
- Балтія
  - Дерптське єпископство — Ніколаус (1312—1323)
  - Езель-Вікське єпископство — Гартунг (1312—1320)
  - Курляндське єпископство — Пауль І (1311—1326)
  - Лівонський орден — ландмейстер — Герхард фон Йорк (1309—1322)
  - Ризьке архієпископство — Фрідріх фон Пернштейн (1304—1341)
  - Держава Тевтонського ордену — великий магістр Карл фон Трір (1311—1324)
- Білорусь
  - Вітебське князівство — Ярослав Васильович (1297—1320)
  - Турово-Пінське князівство — Семен Юрійович (кінець XIII ст. — 1320-ті рр.)
- Князь Новгородський — Афанасій Данилович (1318—1322)
- Трапезундська імперія — Олексій II Великий Комнін (1297—1330)
- Ірландія
  - Айргіалла — Мурхад Великий мак Бріайн (? — 1331)
  - Десмонд — Діармайт Оге Мак Карті (1310—1326)
  - Тір Еогайн — Домналл мак Бріан О'Нейлл (1295—1325)
  - Томонд — король Муйрхертах О'Бріан (1317—1343)
- Італія
  - Арборейський юдикат — Маріано III (1304—1321)
  - Венеційська республіка — дож Джованні Сорандзо (1312—1328)
  - Мантуя — капітано-дель-пополо Рінальдо Бонакольсі (1309—1328)
  - Мірандола (герцогство) (Ducato della Mirandola) — Франческо I Піко (1311—1321)
  - Маркграфство Монферрат — Теодор I (1305/1306-1338)
  - Неаполітанське королівство — Роберт (1309—1343)
  - Салуццо (маркграфство) — Манфред IV (1296—1334)
  - Королівство Сицилія — Фредерік II (1296—1337)
  - Князівство Таранто — Філіп I Тарентський (1294—1332)
  - Принц-єпископство Тренто — Енріко ді Мец (1310—1336)
  - Урбіно (герцогство) — Федеріко I да Монтефельтро (1298—1322)
  - Феррарська сеньйорія — Альдобрандіно II д'Есте (1308—1326)
  - Маркграфство Фінале — Джорджо дель Карретто (1313—1359)
- Кавказ
  - Грузинське царство — Костянтин I (1293—1327)
  - Самцхе-Саатабаго — Саргіс II Джакелі (1306—1334)
- Велике князівство Литовське — Гедимін (1316—1341)
- Німеччина
  - Герцогство Австрія — Леопольд I (1308—1326)
  - Князівство Ангальт — Ангальт-Бернбург — Бернгард II (1287—1323); Ангальт-Цербст (князівство) — Альбрехт II (1316—1362)
  - Герцогство Баварія — Людовик IV (1294—1347)
  - Баденське маркграфство — Фрідріх II (1291—1333) і Рудольф IV (1291—1348)
  - Берг (герцогство) — Адольф VI (1308—1348)
  - Берхтесгаден (пробство) — Конрад IV Таннер (1316—1333)
  - Маркграфство Бранденбург — Вальдемар (1317—1319); Генріх II (1319—1320)
  - Герцогство Брауншвейг-Люнебург — Оттон М'який (1277—1330)
  - Принц-єпископство Бріксен — Йоганн фон Шлакенверт (1306—1322)
  - Верле (сеньйорія) — Йоганн II (1316—1333)
  - Графство Вюртемберг — граф Ебергард I (1279—1325)
  - Вюрцбург (принц-єпископство) — вакансія до 1322
  - Гессен (ландграфство) — Оттон I (1311—1328)
  - Геттінген (князівство) — Отто (1318—1344)
  - Принц-єпископство Гільдесгайм — Отто II фон Вольденберг (1319—1331)
  - Гольштейн-Піннеберг — Адольф VII Шаумбург (1315—1354)
  - Гоя (графство) (Grafschaft Hoya) — Оттон II (1313—1324)
  - Архієпископ Зальцбургу — Федерик III Лібніцький (1315—1338)
  - Каммін (єпископство) — Конрад IV (1317—1324)
  - Герцогство Каринтія — Генріх Хорутанський (1310—1335)
  - Кельнське курфюрство — Генріх II фон Фірнебург (1304—1332)
  - Кенігсегг (Königsegg) — Йоганн (1300 — ?друга половина 14 століття)
  - Клеве (герцогство) — Дітріх VIII (1310—1347)
  - Констанц (князівство-єпископство) — Конрад фон Клінгенберг (1318—1319)
  - Курпфальц — Адольф (1317–1327)
  - Ландсберг — Генріх II (1318—1320)
  - Ліппе-Детмольд — Симон I (1273—1344)
  - Лужицька марка — Вальдемар (1309—1319); Людовик IV (1319—1323)
  - Любекське князівство-єпископство — Генріх II Боххольт (1317—1341)
  - Люнебург (князівство) — Оттон II (1277—1330)
  - Архієпископ Майнца Петер фон Ашпельт (1306—1320)
  - Марк (графство) — Енгельберт II (1308—1328)
  - Маркграфство Мейсен — Фрідріх I (1293—1321)
  - Нюрнберг (бургграфство) — Фрідріх IV (1300—1332)
  - Графство Ольденбург — Йоган III (1315/1316-1342)
  - Падерборнське князівство-єпископство — Дітріх II фон Іттер (1310—1321)
  - Герцогство Померанія — Вартислав IV (1309—1326)
  - Равенсберг (графство) — Оттон IV (1306—1328)
  - графство Рітберг — Фрідріх II (1313—1322)
  - Князівство Руян — Віслав III (1302—1325)
  - Герцогство Саксен-Віттенберг — Рудольф I (1298—1356)
  - Саксен-Лауенбург — Іоганн II (1305—1310/1322)
  - граф Тиролю — Генріх Хорутанський (1310—1335)
  - Фельденц (графство) — Георг I (1298—1347)
  - Хахберг-Заузенберг — Отто І (1318—1384)
  - Шверін (графство) — Генріх III (1295/1296-1344)
  - Герцогство Штирія — Леопольд I (1308—1326)
- Піренейський півострів
  - Королівство Арагон — Хайме II (1291—1327)
  - Королівство Леон — Альфонсо XI (1312—1350)
  - Майорканське королівство — Санчо I (1311—1324)
  - Королівство Португалія — король Дініш (1279—1325)
  - Королівство Наварра — Філіпп V Довгий (1316—1322)
  - Гранадський емірат — Ісмаїл I (1314—1325)
- Польща — Владислав I Локетек (1306—1333)
  - Бжезьке князівство — Болеслав III Розпусник (1311—1352)
  - Бидгощсько-Вишогрудське князівство — Пшемисл Іновроцлавський (1314—1323)
  - Битомське князівство — Владислав Битомський (1316—1353)
  - Варшавське князівство (середньовічне) — Тройден I (1313—1341)
  - Гнєвковське князівство — Казимир III Гнєвковський (1314—1332)
  - Глогувське князівство — Генріх IV Вірний (1318—1321)
  - Добжинське князівство — Влодко Горбатий і Болеслав Добжинський (1312—1327/1328)
  - Герцогство Заган — Генріх IV Вірний (1309—1342)
  - Бжесть-Куявське князівство — Владислав I Локетек (1305—1332)
  - Козленське князівство — Владислав Битомський (1303—1334)
  - Ленчицьке князівство — Владислав I Локетек (1305—1327)
  - Львувецьке князівство — Генріх I Яворський (1301—1346)
  - Намисловське князівство — Конрад I Олесницький (1312—1323)
  - Немодлінське князівство — Болеслав Немодлінський (1313—1362/1365)
  - Олесницьке князівство — Болеслав Олесницький (1313—1320/1321)
  - Опавське князівство — Мікулаш II (1318—1335)
  - Освенцімське князівство — Владислав I Освенцимський (1315—1321/1324)
  - Плоцьке князівство — Вацлав Плоцький (1313—1336)
  - Сандомирське князівство — Владислав I Локетек (1304—1320)
  - Свідницьке князівство — Болеслав II Зембицький (1312—1322)
  - Сілезьке князівство — Генріх VI Добрий (1296—1335)
  - Сцинавське князівство — Ян Сцинавський (1317—1365)
  - Вроцлавське князівство — Генріх VI Добрий (1311—1335)
  - Легницьке князівство — Болеслав III Розпусник (1312—1342)
  - Опольське князівство — Болеслав II Опольський (1313—1356) і Альберт Стшелецький (1313—1323)
  - Померанія-Щецін — Оттон I (1295—1334)
  - Прудницьке князівство — Мікулаш II Опавський (1318—1337)
  - Ратиборське князівство — Лешек Ратиборський (1306—1336)
  - Тешинське герцогство — Казимир I Тешинський (1314—1358)
  - Тошецьке князівство — Болеслав Тошецький (1303—1328)
  - Севезьке князівство — Мешко Битомський (1312—1328)
  - Серадзьке князівство — Владислав I Локетек (1305—1327)
  - Черське князівство — Тройден I (1310—1341)
  - Яворське князівство — Бернард Свідницький (1301—1326)
- Білозерське князівство — Роман Михайлович (1314—1339)
- Брянське князівство — Дмитро Олександрович (1314—1333)
- Велике князівство Владимирське — Михайло Ярославич (1304—1318)
- Велике князівство Московське — Юрій Данилович (1303—1325)
- Ростовське князівство — Юрій Олександрович (1316—1320)
- Велике князівство Рязанське — Іван Ярославич (1308—1327)
- Смоленське князівство — Іван Олександрович (1313—1359)
- Стародубське князівство (Північно-Східна Русь) — Федір Іванович (1315—1330)
  - Велике князівство Тверське — Дмитро Михайлович (1318—1326)
    - Холмське князівство (уділ Тверського) — Олександр Михайлович (1319—1339)
- Углицьке князівство — Юрій Олександрович (1302 — 1320)
- Ярославське князівство — Давид Федорович і Костянтин Федорович (спільно; 1299—1321)
- Скандинавія
  - король Данії — Ерік VI (1286—1319)
  - Король Норвегії Гокон V Маґнуссон (1299—1319); Маґнус IV Ерікссон (1319—1355)
  - Швеція — Біргер Магнуссон (1290—1319); Маґнус IV Ерікссон (1319—1364)
- Угорське князівство — король Карл I Роберт (1308—1342)
- Україна — Київський князь — Володимир-Іван Іванович (перша чверть 14 століття)
  - Волинське князівство — Андрій II та Лев II (1308—1323)
  - Галицько-Волинське князівство — Лев Юрійович і Андрій Юрійович (1315—1321)
  - Луцьке князівство — Лев Юрійович (1308—1323)
  - Чернігівське князівство — Дмитро Олександрович (1314—1333)
  - Кримський улус — Тулен-Тимур (1298—1341)
  - Список консулів Генуезької Ґазарії — Петрано де Лорто (1316? — 1339)
- Королівство Франція — Філіпп V Довгий (1316—1322)
  - Герцогство Аквітанія — Едуард II (1306—1325)
  - Арелатське королівство — пфальцграф — Іоанна II (1303—1330) та Філіпп II (1303—1322)
  - Герцогство Бар — Едуард I (1302—1336)
  - Брабант (герцогство) — Жан III (1312—1355)
  - Графство Булонь — Робер VII Овернський (1314—1325)
  - Бретонське герцогство — Жан III (1312—1341)
  - Гельдерн (графство) — Рейнальд ІІ (1318—1343)
  - Голландія — Вільгельм I (1304—1337)
  - Ено (графство) — Вільгельм I (1304—1337)
  - Графство Ла Марш — Карл IV Вродливий (1314—1322)
  - Люксембург (графство) — Ян I Сліпий (1313—1346)
  - Льєзьке єпископство — Адольф II де Ла Марк (1313—1344)
  - Графство Мен — Карл III де Валуа (1290—1325)
  - Монбельяр (графство) — Рено Бургундський (1283—1322)
  - Монпельє (сеньйорія) — Санчо I (1311—1324)
  - Намюр (графство) — Жан I (1298—1330)
  - Оранж (князівство) — Раймонд VI де Бо (1305/1314-1332)
  - Родез (графство) — Сесіль де Родез (1292—1319). Втрата самостійності.
  - Савойське графство — Амадей V (1285—1323)
  - Урхельське графство — Тереза д'Ентенса (1314—1327)
  - Фландрія — Роберт III (1305—1322)
  - Графство Фуа — Гастон II де Фуа (1315—1343)
- Король Богемії (Чехія) — Ян I Сліпий (1310—1346)
- Шотландія
  - Король Шотландії — Роберт I Брюс (1306—1329)
- Святий Престол; Папська держава — папа римський — Іван XXII (1316—1334)
- Вселенський патріарх — Іван XIII Гликіс (1315—1320)

## Азія
- Візантійська імперія — Андронік II Палеолог (1282—1328)
- Трапезундська імперія — Олексій II Великий Комнін (1297—1330)
- Близький Схід
  - Кілікійське царство — Ошин (1308—1320)
  - Сеньйорія Фокеї — Андріоло Каттанео (1314—1321)
  - Артукіди — правитель Мардіна Саліх Шамс ад-дін (1312—1364)
  - Мамелюцький султанат — Мухаммад I ан-Насір (1309—1340)
  - Айдиногуллари — Мехмед-бей Айдиноглу (1308—1334)
  - Алайє (бейлик) (Alâiye Beyliği) — Юсуф-бей (1300/1308-1333/1334)
  - Герміяногулари — Якуб-бей Герміяноглу (1300—1340)
  - Ешрефогуллари (Eşrefoğulları Beyliği) — Мехмед-бей Ешрефоглу (1302 — після 1320)
  - Інанчогуллари — Інанч (1296—1334/1336)
  - Кандар (династія) — Сулейман-бей I Джандар (1309—1341)
  - Ментешеогуллари — Месуд (1295 — до 1319); Орхан-бей (1319? — до 1344)
  - Перванеогуллари — Гази Челебі (1300—1322/1330)
  - Саруханогуллари — Сарухан-бей (1300/1313 — до 1346)
  - Сахіб-Атаогуллари — Нусретеддевле Ахмед (1287—1341)
  - Хамідогуллари — Фелекюддін Дюндар (1314/1315-1326/1327)
  - Караманіди — Бадр ед-Дін Ібрагім (1318—1332)
  - Османська імперія — Осман I (1299—1324)
  - Шаріфат Мекки — Румайта ібн Абу Нумай (1301—1346) і Хумайда ібн Абу Нумай (1301—1320)
  - Зіяриди — Нізарі — Гіяс ад-Дін (1307—1329)
  - Емірат Хасанкейф (Emirate of Hasankeyf) — аль-Малік ас-Саліх Наджм ад-Дін Айюб II (?–1324/1325)
  - Персія
  - Музаффариди — Мубаріз ад-Дін Мухаммед (1314—1358)
  - Держава Ширваншахів — Кейкубад (1317—1348)
- Расуліди — Аль-Муайяд Дауд (1296—1322)
- Індія і Шрі-Ланка
  - Ахом — Секаангфа (1293—1322)
  - Бенгальський султанат — Шамс ад-дін Фіруз-шах (1301—1322)
  - Східні Ганги — Бхану Дева II (1306—1328)
  - Делійський султанат — Династія Хілджі — Кутб-уд-дін Мубарак (1316—1320)
  - Джайпур (князівство) — Джансі (1317—1367)
  - Джайсалмер (князівство) — Гарсі Сінгх (1306—1335)
  - Джодхпур (князівство) — Джалансі (1323—1328)
  - Династія Какатіїв — Пратапарудра II (1289—1323)
  - Династія Карнат — Гарісімхадева (1295—1324)
  - самраат Кашмірської держави (Династія Лохара) — Сухадева (1301—1320)
  - Династія Малла — Джаянандадзева (1310—1320)
  - Держава Пандья — Віра Пандья IV (1308—1345) і Сундара Пандья IV (1308—1327)
  - Джафна (держава) — Вародая Цінкаярян (1302—1325)
  - Держава Хойсалів — Віра Балала III (1292—1342)
- Індонезія; Південно-Східна Азія
  - Гантаваді — Со О (1311—1323)
  - Дайв'єт — Тран Мінь Тонг (Trần Minh Tông; 1314—1329)
  - Ланна (держава) — Чайсонгхрам (1311—1325) і Кхруа (1319—1322)
  - Лемро — Мін Хті (1279—1374)
  - магараджа Мелаю Акарендраварман (1316—1347)
  - Маджапагіт — Джаянагара (1309—1328)
  - Пінья (царство) — Тхіхатху (1313—1325)
  - Сінгапура — Шрі Трі Буана (1299—1347)
  - Чампа — Джая Ананда (1318—1342)
  - Сукхотай (королівство) — Лертхай (1298—1323)
  - Сунда — до 1340 невідомо
  - Кедах (султанат) — Махмуд Шах I (1280—1321)
  - Пасай — Аль-Малік ат-Тахір I (1297—1326)
  - Сікайн (царство) — Союн (1315—1327)
  - Тернатський султанат — колано Пацаранга Маламо (1317—1322)
- Китай; Монголія
  - Золота Орда — Узбек-хан (1313—1341)
  - ідикут Кучі — Тамір-буга (1318—1327)
  - беклярбек Хорезму Кутлуг-Тимур (1313—1335/1336)
  - Чагатайський улус — Кепек-хан (1318—1326)
  - Тибет — Кюнга Лотро Г'ялцен (1314—1327)
  - Династія Юань — Аюрбарібада (1311—1320)
- Окінава
  - Гокудзан — Хандзі (1314—1395)
  - Нандзан — Шосатто (1314—1398)
  - Тюдзан — Тамагусуку (1314—1328)
- Корея
  - Корьо — Чхунсук (1313—1339)
- Паганське царство — Сохніт (1297—1325)
- Персія і Середня Азія
  - Баванди — Шах-Кайхусров (1310—1328)
  - Ільхани — Абу-Саїд Багадур-хан (1316—1335)
  - Міхрабаніди — Нусрат ад-Дін Мухаммад (1318—1330)
  - Улус Орда-Іхена — Саси-Бука (1309—1320/1321)
- Кхмерська імперія — Індраджаяварман (1308—1327)
- Накхонситхаммарат (держава) — до 1375 імена наразі невідомі
- Японія — Імператор Ґо-Дайґо (1318—1339)

## Африка
- - аббасидський халіф Каїра Аль-Мустакфі Біллах ібн Ахмад (1302—1340)
- Варсангалі (султанат) — гараад Хамар Гейл (1311—1338)
- Імператор Ефіопії — Амда Сейон I (1314—1344)
- Заяніди — Абу Ташуфін I (1318—1337)
- Іфат — Хакк ад-Дін I (? — 1328)
- Кілва (султанат) — Абу аль-Мавахіб (1310—1323)
- Макурія — до 1323 невідомо
- Імперія Малі — Манса Муса (1312—1337)
- Мариніди — Абу Саїд Усман II (1310—1331)
- Нрі — Езе Нрі Гіофо (1300—1390)
- Мамелюцький султанат — Мухаммад I ан-Насір (1309—1340)
- Хафсіди — Абу Ях'я Закарія аль-Ліх'яні (1311—1317)

## Південна Америка
- Королівство Куско — Майта Капак (1290—1320)
- Тескоко (держава) — ім'я невідоме (1298—1337)

## Північна Америка
- Ацкапоцалько — Тескапокцін (? — 1320)
- Маяпанська ліга — Кокоми; Сум Коком (1318—1322)
- Імперія Пурепеча — Таріакурі (1300—1350)